# Pseudocorchorus greveanus
Pseudocorchorus greveanus là một loài thực vật có hoa trong họ Cẩm quỳ. Loài này được (Baill.) Capuron miêu tả khoa học đầu tiên năm 1963.